# Prisión de Pawiak

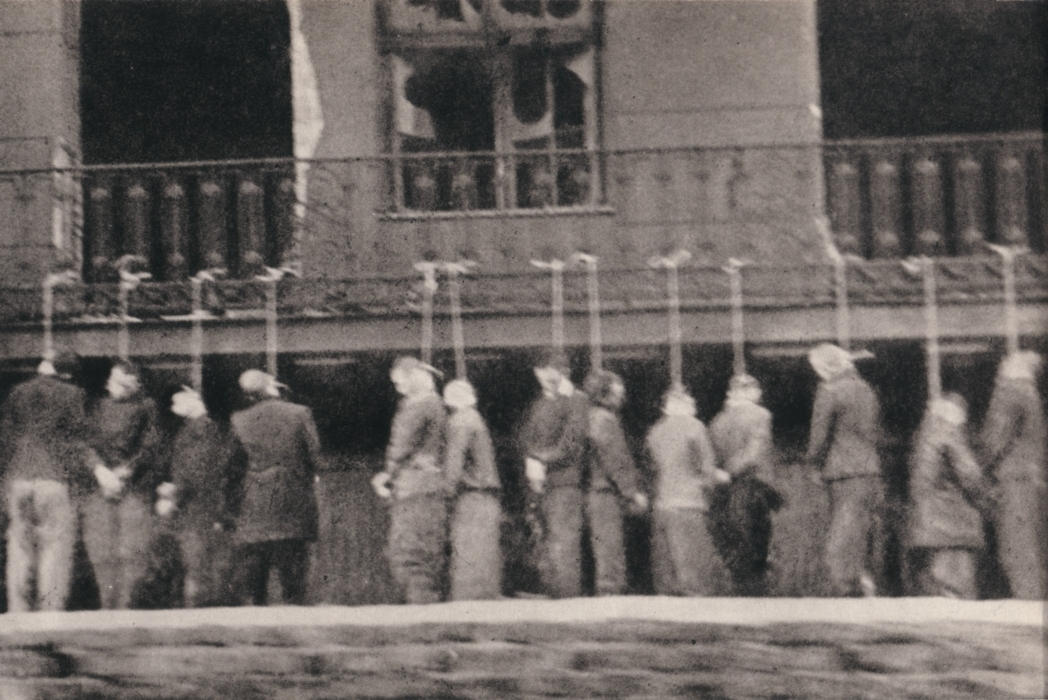
Ejecución de prisioneros en Pawiak (11 de febrero de 1944).

La Prisión de Pawiak, de Varsovia, fue construida por los rusos entre 1830 y 1835. El edificio se hizo famoso durante la II Guerra Mundial porque se utilizó como cárcel para prisioneros políticos. Actualmente está en ruinas y se utiliza como museo. En la puerta hay un árbol seco cubierto de lápidas, como recuerdo a los prisioneros que murieron aquí.

## Historia
Pawiak fue construida por las autoridades rusas del zarismo entre 1830 y 1835. Durante la sublevación de enero fue utilizado como un campo de transferencia para condenados a la deportación a Siberia. Su nombre, originalmente informal, fue derivado del nombre polaco de la calle que la prisión se localiza en Ulica Pawia (Calle de Pavo Real). Después de que la independencia recuperada de Polonia en 1918 se convirtió en la prisión principal para los criminales masculinos de Varsovia.

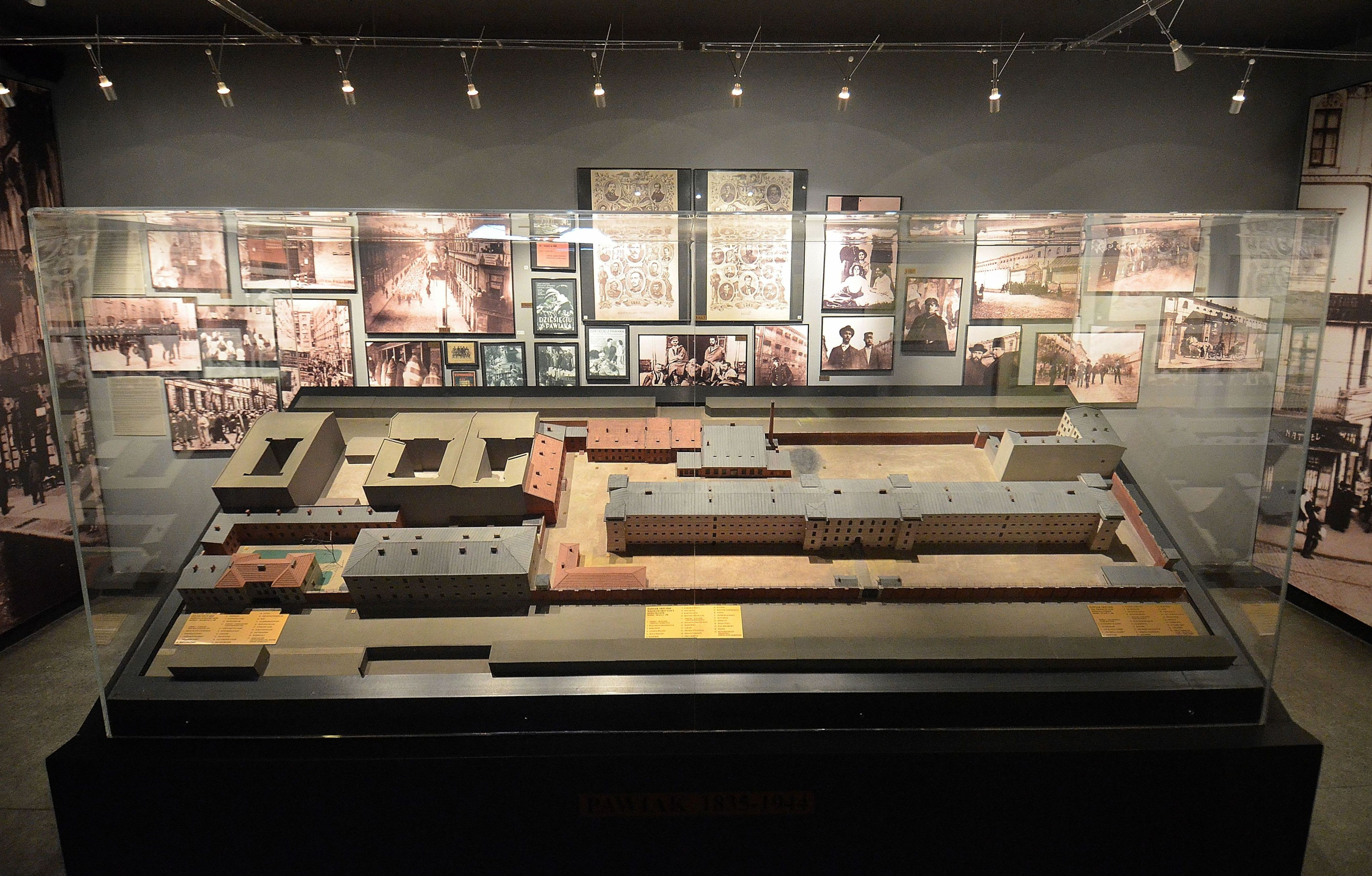
Maqueta de Pawiak en el Museo de la Prisión "Pawiak".

Tras la invasión alemana de Polonia en 1939 fue una prisión alemana de la Gestapo en Varsovia. Aproximadamente 100.000 hombres y 20.000 mujeres pasaron por la prisión, sobre todo miembros del Armia Krajowa, presos políticos y civiles tomados como rehenes. Aproximadamente 37.000 de ellos fueron ejecutados mientras que 60.000 fueron enviados más lejos a los campos alemanes de la muerte y de concentración. El número exacto de víctimas es desconocido puesto que los archivos nunca fueron encontrados.

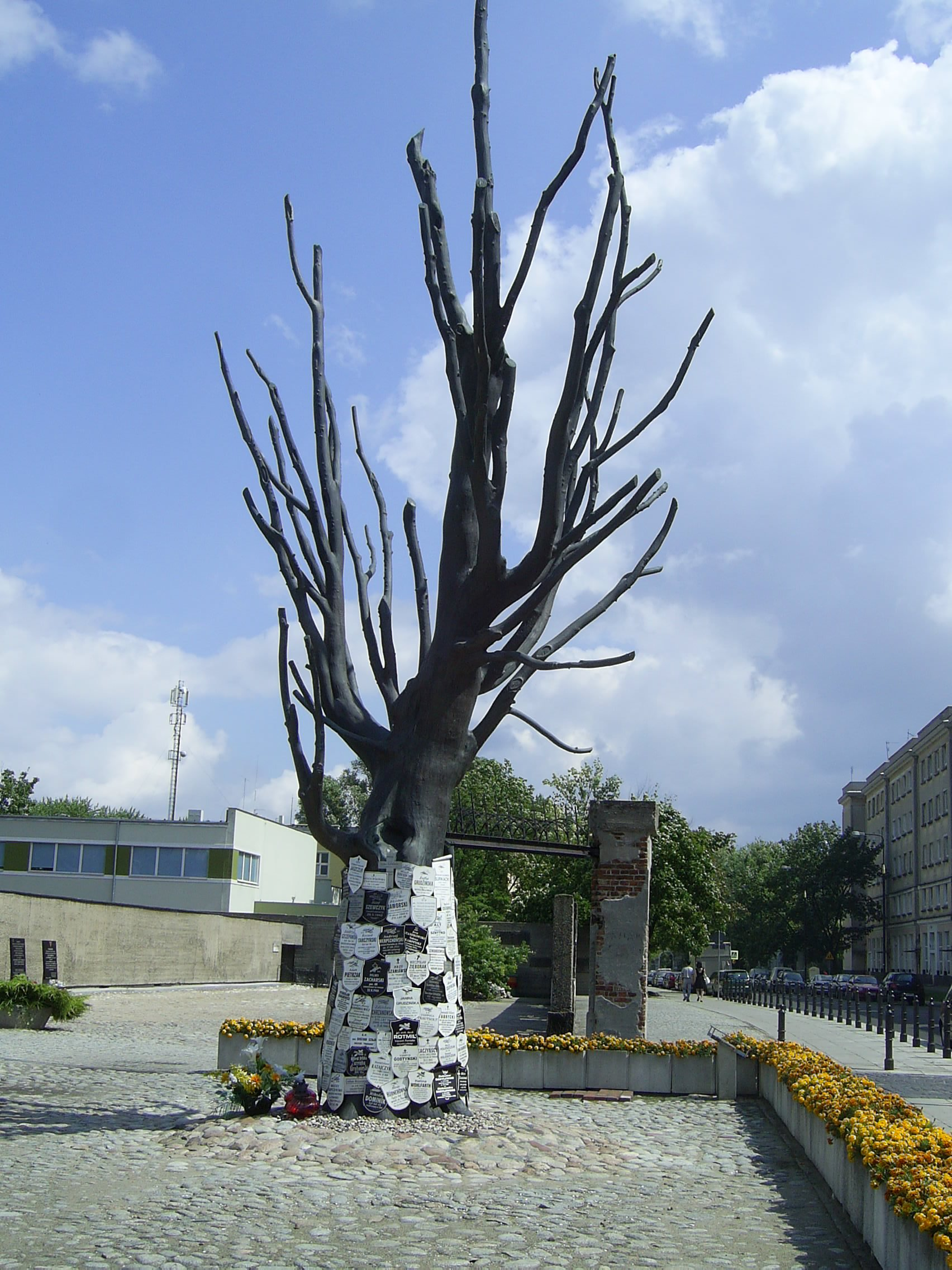
Árbol conmemorativo.

El 19 de julio de 1944, el ucraniano Wachmeister Petrenko y algunos presos procuraron sublevarse, apoyados por un ataque del exterior, pero fallido. Petrenko y varios otros acabaron suicidándose. En represalias, 380 presos fueron ejecutados el día siguiente. El edificio no fue reconstruido después de la guerra. Su sitio ahora es ocupado por un mausoleo a la memoria del martirio y del museo de Pawiak.